# 霹雳行动 (德国)
霹雳行动（德语：Unternehmen Donnerkeil）是德军在第二次世界大战期间进行的一场军事行动。这场行动是为了支援地獄犬行動作战而进行的争夺制空權作战。
1941年，德国海军水面舰船部队展开海上破交战，在大西洋海戰中支援己方潜艇部队。1941年1月，德国海军发动柏林行動；5月，又发动萊茵演習行動。不过英國皇家海軍水面舰船占据绝对优势，德海军部队无法返回位于波罗的海或德国海岸线上的港口。几场战役过后，幸存的德方大型舰船沙恩霍斯特號戰艦、格奈森瑙號戰艦以及欧欧根亲王号重巡洋舰停泊进了位于法国布雷斯特的港口。英国皇家空军轰炸机司令部在1941年里一直在派遣轰炸机空袭这些停在港里的德军舰船。由于德军港口距离英空军机场较近，英方便得以派遣军机多次出击，打得德军喘不过气来。德国海軍總司令部以及阿道夫·希特勒本人都想要将舰船赶快移出空袭范围。
1941年12月，德国国防军空军总司令部奉命策划一场护送三艘海军主力舰从布雷斯特经英吉利海峡返回德国的行动。戰鬥機總監阿道夫·加兰德负责准备行动所需的飞机。1942年2月11日，“地狱犬行动”及其辅助行动“霹雳行动”正式开始。德方在行动第一阶段出其不意，取得了成效。2月13日，就在两场行动开始的两天后，德军舰船抵达德国海岸。
地獄犬行動期间，德国空军部队击退了企图袭击德舰的英空军飞机，德舰成功抵达德国领海。在海峡上空的空战中，英方遭受重大损失，很多军机有去无回；德方遭受的损失不大，达成了行动目标。